# Маканруши
Маканруши (Маканру, Макансу, на японски: 磨勘留島 маканру-то:) е един от северните Курилски острови. Площта му е 65 km², от север на юг е с дължина 10 km и с ширина от запад на изток 7,4 km. Островът представлява група изгаснали вулкани като най-високият от тях се нарича Митака (Маканруши) (1168 m), разположен в центъра. Част е от Сахалинска област.
Всички реки с изключение на една неголяма вливаща се в залива Хигаси са с води богати на сяра. Не притежава добри места за акостиране на морски съдове.
Островът е обитаван от лисици и малки гризачи. В подножието на планините се срещат брезови горички, а в близост до брега се среща тундрова растителност.
Петият Курилски проток отделя острова от Онекотан, който се намира на около 29 km югоизточно. Четвъртият Курилски проток отделя острова от Парамушир, разположен на около 60 km североизточно. На 20 km в югозападна посока се намират скалите Авос.